# 印度尼西亞—蘇里南關係
印度尼西亞—蘇里南關係是指印度尼西亚和南美洲国家苏里南之間历史上与现代的雙邊關係。两国皆曾为荷兰的殖民地，故渊源较深，苏里南人口中，来自印度尼西亚的爪哇人占了很大的比重，由印尼裔伊丁·苏米塔创建的印度尼西亚民族联合与团结党亦活跃在苏里南政坛。

## 政治交流
印度尼西亚与苏里南都曾经是荷兰的殖民地，直到各自于1945年、1975年独立。荷兰于1949年承认印尼独立后，印尼凭借着与荷兰的外交关系在当时名为荷屬蓋亞那的苏里南建立了外交代表机构，并派驻使节，期间一度因印荷关系不佳而被关闭，但在1964年重开。苏里南于1975年脱离荷兰独立后，印尼随即与之建交，并将驻帕拉马里博的领事馆升格为大使馆。
1993年8月，苏里南政府准许印尼穆萨公司在苏开发15万公顷的森林资源，次月印尼外长阿拉塔斯访苏，签订了相关的经济技术协定。1994年和1995年，苏总统费内希恩和印尼总统苏哈托先后互访，双边关系得到了显著加强。1997年苏总统韦登博斯对印尼进行国事访问，两国在签署了诸多领域的合作协议后，印尼政府又向苏里南提供约2亿美元的贷款，成立的两国混合委员会每年都会召开会议。2002年，苏里南政府在雅加达设立大使馆。2005年苏里南议长保罗·索莫哈佐亦访问印尼。
2024年8月，印尼宣布對苏里南公民实施免签证政策。